# Circolo Nautico Posillipo 2024-2025
Il Circolo Nautico Posillipo nella stagione 2024-2025 partecipa per la 47ª volta al massimo campionato di pallanuoto maschile di Serie A1. Gioca le sue partite interne alla Piscina Felice Scandone di Napoli.
In questa stagione, torna a qualificarsi in Europa a 6 anni di distanza dall'ultima volta conquistando il 5 posto in Serie A1, risultato migliore proprio delle ultime 6 stagioni.  
Il capocannoniere della stagione è il montenegrino Darko Bruguljan con 58 reti. 

## Rosa
| N° |                     | Ruolo | Giocatore            |
| -- | ------------------- | ----- | -------------------- |
| 13 | Italia (bandiera)   | P     | Roberto Spinelli     |
| 1  | Italia (bandiera)   | P     | Luca Izzo            |
|    | Italia (bandiera)   | P     | Roberto Longo        |
| 10 | Italia (bandiera)   | D     | Zeno Bertoli         |
| 14 | Italia (bandiera)   | D     | Giobatta Valle       |
| 2  | Italia (bandiera)   | A     | Agostino Maria Somma |
|    | Italia (bandiera)   | A     | Mattia Rocchino      |
|    | Italia (bandiera)   | A     | Fabio Angelone       |
| 11 | Ungheria (bandiera) | D     | Milos Milicic        |
|    | Italia (bandiera)   | A     | Emanuele Miraldi     |

| N° |                       | Ruolo | Giocatore            |
| -- | --------------------- | ----- | -------------------- |
| 9  | Italia (bandiera)     | A     | Lorenzo Briganti     |
|    | Italia (bandiera)     | A     | Davide Varallo       |
| 8  | Italia (bandiera)     | A     | Nicola Cuccovillo    |
| 7  | Serbia (bandiera)     | A     | Marko Radulovic      |
| 4  | Montenegro (bandiera) | A     | Darko Brguljan       |
| 6  | Italia (bandiera)     | CB    | Emiliano Aiello      |
|    | Italia (bandiera)     | CB    | Ernesto Maria Serino |
| 12 | Italia (bandiera)     | CV    | Paride Saccoia       |
| 5  | Italia (bandiera)     | CV    | Giuliano Mattiello   |

## Staff tecnico
- Allenatore: Giuseppe Porzio
- Medico Sociale: Guglielmo Lanni
- Preparatore Atletico: Francesco Rizzo
- Fisioterapista: Silvio Ausiello

## Mercato
| Acquisti | Acquisti        | Acquisti     |
| R.       | Nome            | da           |
| -------- | --------------- | ------------ |
| D        | Giobatta Valle  | Astra Roma   |
| D        | Zeno Bertoli    | svincolato   |
| D        | Milos Milicic   | Tourcoing    |
| A        | Marko Radulovic | Novi Beograd |
| A        | Darko Brguljan  | Primorje     |

| Cessioni | Cessioni        | Cessioni      | Cessioni |
| R.       | Nome            | a             |          |
| -------- | --------------- | ------------- | -------- |
| D        | Antonio Picca   | svincolato    |          |
| CV       | Marko Tubic     | fine rapporto |          |
| CV       | Filip Radojevic | fine rapporto |          |

## Risultati

### Serie A1

#### Girone di andata
| Napoli 12 ottobre 2024, ore 18:00 CEST 1ª giornata | Posillipo | 8 – 8 (1-3; 1-1; 3-3; 3-1) | Florentia | Piscina Felice Scandone |

| Catania 19 ottobre 2024, ore 16:00 CEST 2ª giornata | Catania | 10 – 12 (2-3; 2-2; 2-4; 4-3) | Posillipo | Piscina Francesco Scudieri |

| Napoli 25 ottobre 2024, ore 19:30 CEST 3ª giornata | Posillipo | 8 – 8 (3-3; 3-2; 1-0; 1-3) | Trieste | Piscina Felice Scandone |

| Napoli 2 novembre 2024, ore 19:30 CEST 4ª giornata | Posillipo | 14 – 14 (6-2; 2-4; 2-3; 4-5) | Olympic Roma | Piscina Felice Scandone |

| Roma 9 novembre 2024, ore 17:00 CET 5ª giornata | Roma Vis Nova | 14 – 11 (6-3; 3-3; 3-2; 2-3) | Posillipo | Stadio del nuoto Monterotondo |

| Napoli 16 novembre 2024, ore 15:00 CEST 6ª giornata | Posillipo | 15 – 6 (3-2; 4-2; 5-2; 3-0) | Onda Forte Roma | Piscina Felice Scandone |

| Brescia 23 novembre 2024, ore 15:00 CET 7ª giornata | AN Brescia | 18 – 12 (4-2; 6-2; 3-5; 5-3) | Posillipo | Centro Natatorio Mompiano |

| Napoli 30 novembre 2024, ore 16:00 CET 8ª giornata | Posillipo | 13 – 9 (6-1; 2-2; 4-3; 1-3) | De Akker Bologna | Piscina Felice Scandone |

| Savona 7 dicembre 2024, ore 15:00 CET 9ª giornata | Savona | 10 – 8 (3-0; 2-1; 4-4; 1-3) | Posillipo | Piscina Carlo Zanelli |

| Napoli 14 dicembre 2024, ore 15:00 CET 10ª giornata | Posillipo | 8 – 17 (2-5; 2-3; 2-6; 2-3) | Pro Recco | Piscina Felice Scandone |

| Napoli 20 dicembre 2024, ore 19:00 CET 11ª giornata | Posillipo | 10 – 7 (3-1; 2-1; 3-1; 2-4) | Quinto | Piscina Felice Scandone |

| Palermo 15 gennaio 2025, ore 15:00 CET 12ª giornata | Telimar Palermo | 3 – 9 (0-2; 1-2; 0-4; 2-1) | Posillipo | Piscina Comunale di Terrasini |

| Napoli 18 gennaio 2025, ore 15:00 CET 13ª giornata | Posillipo | 10 – 10 (5-3; 2-2; 1-4; 2-1) | Ortigia | Piscina Felice Scandone |

#### Girone di ritorno
| Firenze 25 gennaio 2025, ore 18:00 CET 14ª giornata | Florentia | 7 – 14 (1-4; 2-3; 0-2; 4-5) | Posillipo | Piscina Goffredo Nannini |

| Napoli 1 febbraio 2025, ore 15:00 CET 15ª giornata | Posillipo | 15 – 5 (3-2; 3-1; 3-0; 6-2) | Catania | Piscina Felice Scandone |

| Trieste 8 febbraio 2025, ore 15:45 CET 16ª giornata | Trieste | 14 – 8 (3-0; 4-4; 4-1; 3-3) | Posillipo | Polo Natatorio "Bruno Bianchi" |

| Roma 12 febbraio 2025, ore 18:00 CET 17ª giornata | Olympic Roma | 7 – 11 (2-2; 0-3; 3-4; 2-2) | Posillipo | Piscina Valco San Paolo |

| Napoli 15 febbraio 2025, ore 19:30 CET 18ª giornata | Posillipo | 10 – 8 (1-3; 3-1; 3-2; 3-2) | Roma Vis Nova | Piscina Felice Scandone |

| Roma 22 febbraio 2025, ore 16:00 CET 19ª giornata | Onda Forte Roma | 7 – 17 (2-4; 0-3; 4-7; 1-3) | Posillipo | Piscina Valco San Paolo |

| Napoli 1 marzo 2025, ore 19:30 CET 20ª giornata | Posillipo | 11 – 12 (3-3; 2-3; 3-3; 3-3) | AN Brescia | Piscina Felice Scandone |

| Bologna 8 marzo 2025, ore 16:30 CEST 21ª giornata | De Akker Bologna | 13 – 12 [4-5; 3-3; 2-2; 4-2 referto] | Posillipo | Piscina Carmen Longo |

| Napoli 22 marzo 2025, ore 15:00 CEST 22ª giornata | Posillipo | 5 – 9 (2-3; 1-3; 1-2; 1-1) | Savona | Piscina Felice Scandone |

| Recco 26 marzo 2025, ore 15:00 CEST 23ª giornata | Pro Recco | 11 – 8 (0-3; 6-1; 2-2; 3-2) | Posillipo | Piscina Comunale (Sori) |

| Genova 29 marzo 2025, ore 15:00 CEST 24ª giornata | Quinto | 7 – 12 (2-4; 2-4; 1-3; 2-1) | Posillipo | Piscina Marco Paganuzzi |

| Napoli 5 aprile 2025, ore 15:00 CEST 25ª giornata | Posillipo | 10 – 10 (3-5; 2-1; 2-2; 3-2) | Telimar Palermo | Piscina Felice Scandone |

| Siracusa 19 aprile 2025, ore 15:00 CEST 26ª giornata | Ortigia | 13 – 11 (2-1; 2-3; 4-3; 5-3) | Posillipo | Piscina Paolo Caldarella |

#### Playoff 5°- 8° posto
| Napoli 25 aprile 2025, ore 19:30 Gara 1 | Posillipo | 11 – 8 (3-1; 1-1; 4-2; 3-4) | Roma Vis Nova | Piscina Felice Scandone |

| Roma 29 aprile 2025, ore 19:00 Gara 2 | Roma Vis Nova | 4 – 8 (1-2; 1-4; 1-1; 1-1) | Posillipo | Stadio del nuoto Monterotondo |

| Bologna 6 maggio 2025, ore 21:00 Gara 1 | De Akker Bologna | 15 – 16 (3-4; 5-5; 5-3; 2-4) | Posillipo | Piscina Carmen Longo |

| Napoli 16 maggio 2025, ore 19:00 Gara 2 | Posillipo | 12 – 11 (4-0; 2-5; 2-4; 4-2) | De Akker Bologna | Piscina Felice Scandone |

## Statistiche

### Statistiche di squadra
- Statistiche aggiornate al 2 maggio 2025.

| Competizione | Punti | In casa | In casa | In casa | In casa | In casa | In casa | In trasferta | In trasferta | In trasferta | In trasferta | In trasferta | In trasferta | Totale | Totale | Totale | Totale | Totale | Totale | DR  |
| Competizione | Punti | G       | V       | N       | P       | Gf      | Gs      | G            | V            | N            | P            | Gf           | Gs           | G      | V      | N      | P      | Gf     | Gs     | DR  |
| ------------ | ----- | ------- | ------- | ------- | ------- | ------- | ------- | ------------ | ------------ | ------------ | ------------ | ------------ | ------------ | ------ | ------ | ------ | ------ | ------ | ------ | --- |
| Serie A1     | 38    | 13      | 5       | 5       | 3       | 137     | 123     | 13           | 6            | 0            | 7            | 145          | 134          | 26     | 11     | 5      | 10     | 282    | 257    | +25 |
| Playoff      | -     | 2       | 2       | 0       | 0       | 23      | 19      | 2            | 2            | 0            | 0            | 24           | 19           | 4      | 4      | 0      | 0      | 47     | 38     | +9  |
| Totale       | -     | 15      | 7       | 5       | 3       | 160     | 142     | 15           | 8            | 0            | 7            | 169          | 153          | 30     | 15     | 5      | 10     | 329    | 295    | +34 |

### Classifica marcatori
| Tot. | Giocatore     | A1 | Play-Off |
| ---- | ------------- | -- | -------- |
| 58   | Radulovic     | 43 | 15       |
| 49   | N. Cuccovillo | 43 | 6        |
| 39   | G.Mattiello   | 35 | 4        |
| 36   | Bruguljan     | 28 | 8        |
| 25   | Briganti      | 20 | 5        |
| 23   | Rocchino      | 22 | 1        |
| 22   | Bertoli       | 21 | 1        |
| 14   | Milicic       | 12 | 2        |
| 12   | G.Valle       | 12 | -        |
| 12   | Serino        | 10 | 2        |